# R-Type Delta
R-Type Delta (アール·タイプデル Aru Taipu Deruta) es un videojuego del género matamarcianos desarrollado por Irem y publicado por Sony Computer Entertainment. Salió a la venta de manera exclusiva en la consola PlayStation y es el cuarto videojuego de la serie R-Type (el subtítulo Delta es la cuarta letra del alfabeto griego), y también fue el primer juego que permite seleccionar diferentes naves de combate, con diferentes unidades "Force" y varios cañones "Wave Cannon" para cada una. Ambientado en el año 2164, R-Type Delta fue también el primer juego de la serie R-Type con gráficos totalmente en 3D.
Fue puesto a la venta en Japón el 19 de noviembre de 1998, en EE. UU. el 31 de julio de 1999 y en Europa en agosto de 1999.
Años después, fue puesto a la venta también para su descarga digital en PlayStation Network para PlayStation 3, PlayStation Portable y PlayStation Vita en Japón (22 de febrero de 2007) y en EE. UU. (7 de mayo de 2009).
El juego introdujo el sistema "Dose", que permite a la unidad "Force" absorber energía mediante las colisiones con los proyectiles o los enemigos. Cada "Force" tiene un medidor de "Dose", y cuando éste llega al 100%, el jugador puede utilizar el llamado "Ataque Delta" de la nave, una super disparo cuya forma depende de la nave que este utilizando.
R-Type Delta consta de siete etapas bien diferenciadas de dificultad creciente, aunque desde el principio el juego ya posee una dificultad considerable.

## Naves de combate
- R-9A Delta: Es un modelo modificado de la nave R9 tradicional de la serie R-Type. Utiliza la unidad Force estándar y una mejora en el disparo en espiral del arma que se introdujo por primera vez en R-Type II y posteriormente también en Super R-Type de Super Nintendo. El ataque Delta de esta nave es "Nuclear Catastrophe", que llena la pantalla de fusión eléctrica y barre a todos los enemigos en pantalla.
- RX Albatross: Una nave de color violeta con alas prominentes. Albatross usa la unidad Force "Tentacle", que tiene dos tentáculos extensibles a ambos lados y está equipado con potentes armas de rayos. Los tentáculos responden al movimiento del jugador, lo que permite controlar la intensidad o dirección de los disparos. Además, la unidad Force, cuando se separa, buscará a los enemigos que aparecen en pantalla como una torreta automática. Albatros también está equipado con el "Burst Shock Wave Cannon", que es capaz de detonar los enemigos desde dentro. Su ataque Delta es "Negative Corridor", que consiste en un agujero negro que distorsiona la pantalla mientras aspira a los enemigos en pantalla.
- R-13 Cerberus: Una nave de color negro y líneas de color rojo. Cerberus utiliza la unidad Force "Anchor", que está vinculada a la nave por una cinta de energía maleable que se puede utilizar para atacar a enemigos con el movimiento de la nave. La unidad Force puede recoger energía para rellenar el indicador de Dose enganchándose en enemigos y absorber así su energía hasta que sean destruidos. Cerberus también está equipado con el rayo "Wave Cannon", que emite una descarga eléctrica rápida que fulmina a los enemigos. El Ataque Delta de Cerberus es "Hysteric Dawn", que abre una grieta dimensional en pantalla y se lleva por delante a todo lo que esté en su radio.
- POW Armor: Esta nave está oculta en principio y se puede desbloquear completando el juego en dificultad "Normal" o superior. Se parece mucho a los enemigos clásicos del juego que contienen diversos potenciadores. El Ataque Delta de POW Armor es "Bydic Dance", que dispara varios rayos de energía que, dependiendo del nivel de carga, aparecen como seres Bydo visto en otras entregas de la serie.

- Datos: Q1992015